# Calvatomina rufescens
Calvatomina rufescens is een springstaartensoort uit de familie van de Dicyrtomidae. De wetenschappelijke naam van de soort is voor het eerst geldig gepubliceerd in 1892 door Reuter.